# Cupania largifolia
Cupania largifolia är en kinesträdsväxtart som beskrevs av Ludwig Radlkofer. Cupania largifolia ingår i släktet Cupania och familjen kinesträdsväxter. Inga underarter finns listade i Catalogue of Life.